# メキシコ湾岸軍
メキシコ湾岸軍（Army of the Gulf）は南北戦争中の北軍の野戦軍で、北軍が支配していたメキシコ湾岸の州、主にルイジアナ州およびアラバマ州で活動した。

## 歴史
1862年5月1日、海軍のデヴィッド・ファラガット提督の前にニューオーリンズは無血開城した。市の軍政府長官はベンジャミン・フランクリン・バトラーが務めた。それに先立つ2月23日にバトラーは、メキシコ湾岸軍管区（Department of the Gulf）と、そこが管轄する部隊より構成されるメキシコ湾岸軍の司令官に任命された。
軍は1862年の残りの期間、目立った活動は行わなわず、12月15日に司令官はナサニエル・バンクスに交替した。バンクスはメキシコ湾岸軍管区、メキシコ湾岸軍および第19軍団の司令官を兼任したが、実質的にはこれらは同一部隊であった。バンクスはルイジアナ南部で何回か軍を動かし、1863年5月21日からは軍が参戦した最初の大規模な戦いであるポートハドソンの包囲戦が開始され、7月9日にはポートハドソンの南軍は降伏した。翌年、第13軍団と第16軍団が追加され、メキシコ湾岸軍は3個軍団編成に増強された。この拡大により、第14軍団長はバンクスに代わってウィリアム・エモリー（William H. Emory）が就任した。
1864年3月、バンクスは悲惨な結果となったレッド川方面作戦を開始した。作戦が失敗した後、バンクスは辞任しスティーブン・ハールバット（Stephen A. Hurlbut）少将が軍司令官となった。第19軍団はシェナンドー渓谷に派遣され、残った兵力はモービル湾の海戦に陸上攻撃に参加した。
戦争の後半、エドワード・キャンビー少将の西ミシシッピ軍方面軍（Military Division of West Mississippi）が、アラバマ州モービル攻撃のために、メキシコ湾岸軍の2個軍団（第13軍団および第16軍団）を傘下に入れた。作戦の期間中、キャンビーは軍を西ミシシッピ軍'と呼んだ。西ミシシッピ軍はスパニッシュフォートの戦い（Battle of Spanish Fort）とフォートブレークリーの戦い（Battle of Fort Blakely）に参戦した。キャンビーは戦争の最終段階でメキシコ湾岸軍管区の司令官に任じられ、軍の名称もメキシコ湾岸軍に戻った。

## 歴代軍司令官
- ベンジャミン・フランクリン・バトラー少将：1863年2月23日 – 1862年12月15日
- ナサニエル・バンクス少将：1862年12月15日 – 1864年9月23日
- スティーブン・ハールバット少将：1864年9月23日 – 1865年4月22日（メキシコ湾岸軍管区司令のみ）
- ナサニエル・バンクス少将：1865年4月32日 – 1865年6月3日
- エドワード・キャンビー少将：1865年6月3日 – 1865年6月27日

## 主な戦闘と作戦
- アイリッシュベンドの戦い（Battle of Irish Bend）：バンクス
- フォートビスランドの戦い （Battle of Fort Bisland）：バンクス
- ポートハドソンの包囲戦：バンクス
- レッド川方面作戦：バンクス
- スパニッシュフォートの戦い（Battle of Spanish Fort）：キャンビー、西ミシシッピ軍として
- フォートブレークリーの戦い（Battle of Fort Blakely）：キャンビー、西ミシシッピ軍として

## ポートハドソンの戦いの戦闘序列
| 軍                                                  | 師団 | 旅団 |
| --------------------------------------------------- | --- | --- |
| メキシコ湾岸軍（第14軍団） ナサニエル・バンクス少将 | 第1師団 Christopher C. Augur准将                                                                               | - 第1旅団（5個歩兵連隊） - 第2旅団（5個歩兵連隊） - 第3旅団（4個歩兵連隊） - 砲兵部隊（7個砲兵中隊） - 独立部隊（1個砲兵連隊、2個黒人護衛連隊、2個騎兵連隊） |
| メキシコ湾岸軍（第14軍団） ナサニエル・バンクス少将 | 第2師団 Thomas W. Sherman准将（負傷） George Leonard Andrews准将 George Leonard Andrews准将 William Dwight准将 | - 第1旅団（5個歩兵連隊） - 第2旅団（5個歩兵連隊） - 第3旅団（6個歩兵連隊） - 砲兵部隊（2個砲兵中隊）                                                         |
| メキシコ湾岸軍（第14軍団） ナサニエル・バンクス少将 | 第3師団 Halbert E. Paine准将（負傷） Hawkes Fearing大佐                                                        | - 第1旅団（4個歩兵連隊） - 第2旅団（4個歩兵連隊） - 第3旅団（4個歩兵連隊） - 砲兵部隊（3個砲兵中隊））                                                       |
| メキシコ湾岸軍（第14軍団） ナサニエル・バンクス少将 | 第4師団 Cuvier Grover准将                                                                                      | - 第1旅団（5個歩兵連隊） - 第2旅団（4個歩兵連隊） - 第3旅団（4個歩兵連隊） - 砲兵部隊（3個砲兵中隊））                                                       |
| メキシコ湾岸軍（第14軍団） ナサニエル・バンクス少将 | 黒人部隊 | - Corps D'Afrique（6個黒人連隊） - Native Guard（3個黒人連隊）                                                                                               |
| メキシコ湾岸軍（第14軍団） ナサニエル・バンクス少将 | 騎兵 | - 1個旅団（6個騎兵連隊） |

## 参考資料
- Eicher, John H., & Eicher, David J., Civil War High Commands, Stanford University Press, 2001, ISBN 0-8047-3641-3.
- Army and Department of the Gulf